# 宗薩蔣揚欽哲仁波切

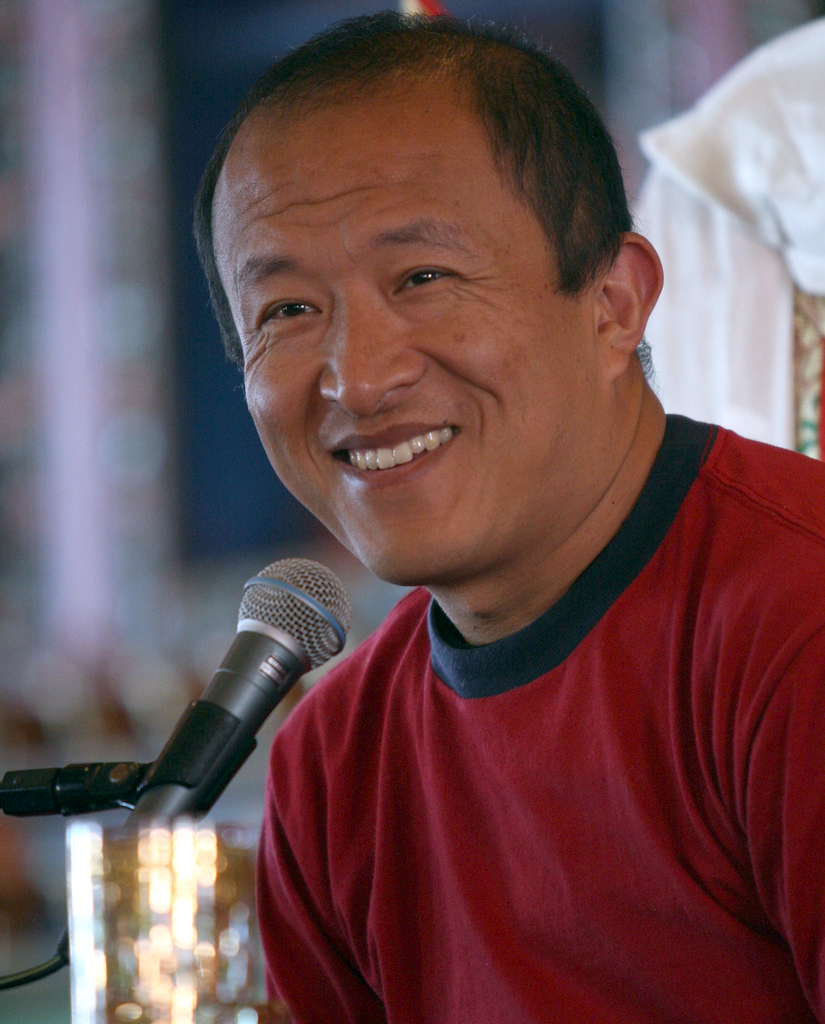
宗薩蔣揚欽哲仁波切

宗薩蔣揚欽哲確吉嘉措仁波切（Dzongsar Jamyang Khyentse Chökyi Rgya mtsho Rinpoche；简称：不丹語：，Khyentse Norbu；1961年6月18日—）是藏傳佛教薩迦派及寧瑪派喇嘛，現代利美運動的主要推動者之一。出生於不丹，被公認為三世宗薩蔣揚欽哲的，通常被稱為宗薩蔣揚欽哲仁波切。他也是一位佛教题材電影導演，所拍攝的電影包括《高山上的世界盃》、《旅行者與魔術師》、《瓦拉：祈福》、《嘿瑪，嘿瑪》、《尋找長著獠牙和鬍鬚的她》、《十字路口的豬》。

## 出生與傳承
宗薩蔣揚欽哲仁波切是已故寧瑪巴法王敦珠仁波切的長孫，父親为红教大德听列罗布仁波切，母亲之家族出自贝玛宁波，外祖父为著名之竹巴噶举喇嘛，得法自释迦师利，終身修持「那洛六法」。七歲時被十四世達賴喇嘛、薩迦法王及十六世噶瑪巴認證為宗薩欽哲確吉羅卓（Dzongsar Khyentse Jamyang Chökyi Lodro, 1893-1959）的轉世，後由頂果欽哲仁波切為其進行昇座禮。曾在薩迦學院研習佛教哲學。

## 佛教事業
在傳統上一如既往，宗薩蔣揚欽哲仁波切負有在西藏弘法的責任，主持宗薩佛學院及其閉關中心，此外也在印度及不丹創立宗薩佛學院及卻吉嘉措佛學院，在澳洲、北美洲及台灣等地區成立佛學中心，如悉達多本願會，其目標是為個人成就證悟提供必要的協助，並在佛法的教示中，激發不分教派的覺醒正念。

## 影視作品

### 執導
- 《高山上的世界盃》（1999）
- 《旅行者和魔術師》（2004）
- 《祈福》，另譯:《舞孃禁戀》（2012）
- 《嘿瑪，嘿瑪》（2016）
- 《尋找長著獠牙和鬍鬚的她》（2019）
- 《十字路口的豬》(2024)

### 參與演出
- 《小活佛》(1993)
- 《只是一次偶然的旅行》(2021)

## 著作
- 《佛教的見地與修道》(2004)
- 《正見》（2006）
- 《近乎佛教徒》（2006）
- 《朝聖》(2010)
- 《人間是劇場》(2010)
- 《不是為了快樂》（2012)
- 《上師也喝酒》（2016）
- 《活著即是邁向死亡》(2018)
- 《毒藥就是解藥》(2021)

## 其他
宗薩蔣揚欽哲仁波切是國際武打巨星李連杰的皈依上師。李連杰曾為宗薩蔣揚欽哲仁波切的書《正見》中文版作序。